# Kabinett Kielsen I
Das Kabinett Kielsen I war die 19. Regierung Grönlands. Sie bestand von Dezember 2014 bis Oktober 2016.

## Entstehung und Bestehen
Nach der Parlamentswahl Ende November 2014 erwarteten Beobachter, dass sich die sozialdemokratische Siumut entweder mit der nach Sitzen gleichstarken sozialistischen Inuit Ataqatigiit auf eine große Koalition oder mit der separatistischen Partii Naleraq auf eine Regierungsbildung verständigen würden. Entsprechende Verhandlungen scheiterten insbesondere an der Frage des Uranabbaus, den die Siumut direkt, die potentiellen Partner aber nur nach Abhaltung einer Volksabstimmung aufnehmen wollte. Im Oktober 2013 hatte das grönländische Parlament ein seit 25 Jahren bestehendes Verbot aufgehoben, betroffen waren insbesondere Vorkommen im Bereich von Narsaq. Stattdessen einigten sich die Siumut, die liberalen Demokraatit und die konservative Atassut auf eine Koalitionsregierung. Der Koalitionsvertrag wurde am 11. Dezember 2014 unterzeichnet und die Ministerposten bekanntgegeben. Regierungschef wurde Kim Kielsen von der Siumut. Er hatte dieses Amt nach dem Rücktritt seiner Vorgängerin Aleqa Hammond bereits Anfang Oktober 2014 kommissarisch übernommen.
Im November 2015 ließ sich Anda Uldum zunächst für drei Monate beurlauben. Vittus Qujaukitsoq übernahm dessen Arbeitsbereich und behielt die Zuständigkeit für Äußeres, gab im Gegenzug aber Arbeit, Arbeitsmarkt und Handel an die neu ins Kabinett berufene Randi Vestergaard Evaldsen ab. Nachdem Anda Uldum Mitte Januar 2016 mitgeteilt hatte, dass er sich aus der grönländischen Politik zurückziehe, kam es mit Wirkung zum 2. Februar 2016 zu einem Tausch: Vittus Qujaukitsoq erhielt seine alten Zuständigkeiten zurück und Randi Vestergaard Evaldsen übernahm die ursprünglich von Uldum verantworteten Ressorts Finanzen und Rohstoffe. Am 23. Mai 2016 trat Karl-Kristian Kruse freiwillig zurück und wurde durch Nikolaj Jeremiassen ersetzt. Im Zuge dessen wurde auch das Justizressort von Mala Høy Kúko an Martha Lund Olsen übergeben.
Im Herbst 2016 zerbrach die Regierung, ausschlaggebend waren unter anderem Differenzen beim geplanten Neubau des Parlamentsgebäudes sowie bei der Subventionierung abgelegener Siedlungen. Kim Kielsen bildete daraufhin eine neue Koalition aus Siumut, Inuit Ataqatigiit und Partii Naleraq. Am 27. Oktober 2016 wurde der Koalitionsvertrag der drei Parteien unterzeichnet, in der Folge nahm das zweite Kabinett Kielsen seine Arbeit auf.

## Kabinett
| Minister                                 | Ministerium                                      | Anmerkung                                                     |
| ---------------------------------------- | ------------------------------------------------ | ------------------------------------------------------------- |
| Kim Kielsen (Siumut)                     | Premierminister und Inneres                      |                                                               |
| Randi Vestergaard Evaldsen (Demokraatit) | Erwerb, Arbeitsmarkt und Handel                  | vertretungsweise vom 3. November 2015 bis zum 2. Februar 2016 |
| Randi Vestergaard Evaldsen (Demokraatit) | Finanzen und Rohstoffe                           | ab dem 2. Februar 2016                                        |
| Doris Jakobsen (Siumut)                  | Gesundheit und Nordische Angelegenheiten         |                                                               |
| Nikolaj Jeremiassen (Siumut)             | Fischerei, Jagd und Landwirtschaft               | ab dem 23. Mai 2016                                           |
| Knud Kristiansen (Atassut)               | Wohnungswesen, Bauwesen und Infrastruktur        |                                                               |
| Karl-Kristian Kruse (Siumut)             | Fischerei, Jagd und Landwirtschaft               | bis zum 23. Mai 2016                                          |
| Mala Høy Kúko (Atassut)                  | Natur, Umwelt und Justiz                         | bis zum 23. Mai 2016                                          |
| Mala Høy Kúko (Atassut)                  | Natur und Umwelt                                 | ab dem 23. Mai 2016                                           |
| Martha Lund Olsen (Siumut)               | Familie, Gleichberechtigung und Soziales         | bis zum 23. Mai 2016                                          |
| Martha Lund Olsen (Siumut)               | Familie, Gleichberechtigung, Soziales und Justiz | ab dem 23. Mai 2016                                           |
| Nivi Olsen (Demokraatit)                 | Kultur, Bildung und Kirche                       | bis zum 3. November 2015                                      |
| Nivi Olsen (Demokraatit)                 | Bildung, Kultur, Forschung und Kirche            | ab dem 3. November 2015                                       |
| Vittus Qujaukitsoq (Siumut)              | Äußeres, Erwerb, Arbeitsmarkt und Handel         | bis zum 3. November 2015                                      |
| Vittus Qujaukitsoq (Siumut)              | Finanzen, Rohstoffe und Äußeres                  | vertretungsweise vom 3. November 2015 bis zum 2. Februar 2016 |
| Vittus Qujaukitsoq (Siumut)              | Äußeres, Erwerb, Arbeitsmarkt und Handel         | ab dem 2. Februar 2016                                        |
| Anda Uldum (Demokraatit)                 | Finanzen und Rohstoffe                           | bis zum 3. November 2015                                      |